# Gymnobela baruna
Gymnobela baruna é uma espécie de gastrópode do gênero Gymnobela, pertencente a família Raphitomidae.